# Agence béninoise de gestion intégrée des espaces frontaliers
L'agence béninoise de gestion intégrée des espaces frontaliers (ABeGIEF) est un établissement public à caractère social et scientifique, doté de la personnalité morale et de l'autonomie financière, chargé de promouvoir le développement des frontières terrestres, maritimes et aériennes de la république du Bénin.

## Historique
L'agence béninoise de gestion intégrée des espaces frontaliers (en acronyme ABeGIEF) est créée au Bénin par décret 2012-503 du 10 décembre 2012. Son existence est le résultat de plusieurs préoccupations liées à la gestion des frontières, y compris les préoccupations relatives aux différends frontaliers qui ont opposé le Bénin à plusieurs pays voisins,.
Sa création répond à la mise en œuvre des objectifs stratégiques de développement du Bénin (OSD 2006-2011) qui sont repris par la troisième génération de la stratégie de croissance pour la réduction de la pauvreté (SCRP 2011-2013) au chapitre 8 portant sur le développement équilibré et durable de l'espace national. Elle démarre ses activités en 2007 en tant que secrétariat permanent de la commission nationale des frontières avant de muter en agence de gestion intégrée des frontières à la suite du changement de son statut juridique  .
Dans le cadre de son fonctionnement, un accord est conclu le 9 septembre 2015 en vue de régir les rapports de travail entre l'administration de l'ABeGIEF et son personnel, et les statuts de l'institution sont adoptés le 10 février 2022 par décision du conseil des ministres du gouvernement du Bénin .

## Missions et Attributions
Les missions et attributions de l'ABeGIEF sont prévues par l'article 5 de ses statuts annexés au décret N° 2021 - 55 du 10 février 2021 portant approbation des statuts de l'agence béninoise de gestion intégrée des espaces frontaliers.
Aux termes des dispositions de cet article, l'ABeGIEF a pour mission de mettre en œuvre la politique nationale de développement des espaces frontaliers.
A ce titre, elle est chargée: 
- d'impulser, de promouvoir et de coordonner les activités de gestion intégrée des espaces frontaliers de la République du Bénin par la mise en œuvre des directives, politiques et programmes panafricains, régionaux, sous-régionaux et nationaux relatifs aux frontières internationales et à la coopération transfrontalière d'initiatives étatique et locale;
- d'actualiser périodiquement le Programme national de Gestion intégrée des Espaces frontaliers en vue d'assurer la sauvegarde de l'intégrité territoriale et de l'identité nationale et l'amélioration des conditions de vie des populations vivant dans les espaces frontaliers;
- de préparer, d'élaborer et de vulgariser les instruments juridiques internationaux, les textes législatifs et réglementaires ainsi que les dossiers et tous autres documents relatifs à la délimitation, à la démarcation et à la réaffirmation des frontières;
- d'accompagner les administrations civiles, paramilitaires et militaires aux fins de la prise en compte dans les stratégies sectorielles, de la résolution des questions relatives à la coordination intersectorielle, à la mise en cohérence et à la synergie des interventions publiques dédiées aux espaces frontaliers;
- de promouvoir et de suivre la coopération transfrontalière comme démarche volontariste de co-développement, d'intégration régionale, de promotion de la paix et du bon voisinage avec les États limitrophes;
- de contribuer à la mobilisation des ressources pour promouvoir la sécurité humaine et accroître I'offre de sécurisation et I'offre de services sociaux et marchands dans les espaces frontaliers, y compris les opérations spéciales de renseignements, de recherches et de vérifications;
- de réaliser des infrastructures socio communautaires au profit des populations des zones frontalières[8].

Elle mène ses missions conformément à ses orientations stratégiques de développement des espaces frontaliers qui sont au nombre de quatre (04) regroupées comme suit:
- orientation stratégique N°1: renforcer la défense de l’intégrité du territoire national et la sécurisation des espaces frontaliers;

- orientation stratégique N°2: réduire la pauvreté et améliorer la qualité de vie des populations frontalières;
- orientation stratégique N°3: développer la coopération transfrontalière pour consolider les relations de bon voisinage et l’intégration régionale et panafricaine;
- orientation stratégique N°4: doter le Bénin d’une loi d’orientation et de programmation qui consolide l’importance des questions liées aux frontières dans les priorités nationales[9].

A cet effet, elle mène plusieurs actions visant à renforcer la sécurité au niveau des frontières avec l'aide des autorités locales, et à viabiliser les espaces frontaliers,,.

## Organisation et Fonctionnement
L'agence béninoise de gestion intégrée des espaces frontaliers est placée sous la tutelle du ministère chargé de l'intérieur. Mais son organe délibérant est le Conseil des d'administration qui est compétent pour modifier ses statuts, décider du transfert de son siège, autoriser sa transformation, nommer les membres de son conseil d'administration ainsi que le commissaire aux comptes, statuer sur ses états financiers de synthèse de chaque exercice, décider de l'affectation de son résultat, statuer sur le rapport du commissaire aux comptes, et également sur les conventions conclues entre l'agence et ses dirigeants sociaux afin d'approuver ou de refuser lesdites conventions.
Hormis l'organe délibérant, l'ABeGIEF est doté d'un conseil d'administration et d'une direction générale.
Le conseil d'administration détermine les orientations des activités de l'ABeGIEF et veille à leur mise en œuvre. Il est composé de sept membres à savoir:
- un représentant du Président de la République;
- un représentant du ministère chargé du Développement;
- un représentant du ministère chargé de l'intérieur;
- un représentant du ministère chargé des Finances;
- un représentant du ministère chargé des Affaires étrangères;
- un représentant du ministère chargé de la Défense nationale;
- un représentant de l'Association béninoise des communes frontalières[15].

Quant à la direction générale, elle est composée de directions ou services techniques dont les attributions et l'organisation sont fixées par le directeur général, après approbation du conseil d'administration. Le directeur général assure le secrétariat du conseil d'administration.